# A világ nyelvei
A világ nyelvei az Akadémiai Kiadó által 1999-ben és 2000-ben publikált nyelvészeti szaklexikon. Az 1700 oldalas mű szerkesztője Fodor István, szócikkeit 58 hazai, illetve külföldi nyelvész írta. A tárgyban megjelent első magyar nyelvű lexikon, amely nemcsak a szakemberek, hanem az érdeklődő nagyközönség számára is hasznos ismereteket nyújthat.

## A kiadvány felépítése
A lexikon három fő részből áll, ezek a következők:
- nyelvleírások;
- a világ nyelveinek listája;
- mellékletek.

Az egyes részeket az alábbiakban részletezzük.

### Nyelvleírások
A kötet legterjedelmesebb része 764 nyelvet, illetve nyelvcsaládot ír le ábécésorrendben. A fontosabb nyelvekről, valamint nyelvrokonainkról bő ismertetés olvasható. A szócikkek a következő adatokat tartalmazzák:
- az adott nyelv beszélőinek számát;
- földrajzi elterjedését;
- rokonsági kapcsolatait;
- nyelvjárásait;
- szerkezeti vázlatát (hangrendszer, nyelvtani összefoglaló példamondatokkal, a tőszámnevek felsorolása 1-től 10-ig stb.);
- nyelvi státuszát (irodalmi, nemzeti, törzsi stb.);
- történetét (az első nyelvemlékek);
- az irodalmi nyelv kialakulását (fontosabb írók, költők);
- az irodalmi nyelv ábécéjét;
- a forrásmunkákat.

### A világ nyelveinek listája
A második részben mintegy 6000 nyelv felsorolása található, szintén ábécésorrendben, három adattal:
- a beszélők száma,
- földrajzi terület,
- rokonság.

A kihalt nyelveket a listán kereszt jelzi. A felsorolás a világ valamennyi nyelvének nagyjából háromnegyedét foglalja magában.

### Mellékletek
A kötet mellékletei:
- a nemzetközi fonetikai írásrendszerek táblázatai;
- nyelvtudományi szakkifejezések kisszótára;
- nyelvrokonsági táblázatok (családfák);
- írásrendszerek táblázatai.

## Szerzői és szakszerkesztői
A kötet szerzői: Aljahnovics, Mikalaj, Bangha Imre, Bartos Huba, Baski Imre, Bereczki Gábor, Birtalan Ágnes, Bojtár Endre, Dévényi Kinga, Ernštreit, Valt, Fodor István, Guérin, Françoise, Gyarmati Imre, Hajdú Mihály, Harmatta János, Helimszkij, Jevgenyij, † Hutterer Miklós, Iványi Tamás, Kara György, Kardos Tatjána, Kicsi Sándor András, Kiss Sándor, Komlósy András, Meid, Wolfgang, Mohay András, Morvay Károly, Nagy Emília, Nagy Imre Csaba, † Nagy József, Négyesi Mária, Nyikolajeva, Irina, Nyitrai István, Nyomárkay István, Ormos István, Osváth Gábor, † Paris, Catherine, Pavičić, Mladen, Péter Mihály, Pomozi Péter, Pusztai Viktória, Salánki Zsuzsa, Schütz István, Sipos Mária, Siposs András, Somi Anna, Szalmási Pál, Szegő László, Szilágyi János György, Takács Gábor, Tegyey Imre, Terjék József, Untermann, Jürgen, Varga-Haszonits Zsuzsanna, Vászolyi Erik, Vekerdi József, Wojtilla Gyula, Wurm István (S. A. Wurm), Zoltán András és Zólyomi Gábor (kereszttel a kötet kiadása előtt elhunytakat jelölve), szakszerkesztői pedig Csongor Barna, Domokos Péter, Jeremiás Éva, Kakuk Zsuzsa, Komoróczy Géza és Vekerdi József.

## Érdekesség
A kötet borítóján A világ nyelvei cím szerepel – különféle betűtípussal, színnel és elrendezésben – a legkülönfélébb nyelveken, köztük albánul, portugálul, németül, angolul, franciául, spanyolul, hollandul, olaszul, vietnámiul, csehül, cigányul, valamint néhány nem latin betűs nyelven, mint az orosz és a kínai.

## Irodalmi ajánló
- Kritika és hibajegyzék a kötet uráli és nem uráli szócikkeiről